# 落葉とくちづけ (映画)
落葉とくちづけ（おちばとくちづけ）は、ヴィレッジ・シンガーズの同名曲を主題歌とした松竹の歌謡映画。1969年、斎藤耕一監督、尾崎奈々、ヴィレッジ・シンガーズ、藤岡弘の主演。

## あらすじ
信子と仲間の五人組は学園祭でシェイクスピアを演じ、以後舞台に立つことを夢見ているが、信子は怪獣の着ぐるみを着てＣＭに出る仕事ばかり。田舎から出てきた純という漫画家志望の青年は、純情な漫画を編集部に持ち込むが、今どきはやらないと突っ返される。優しく話を聞いてやるのは編集部にいた亜紀。純は信子を追って都会へ出てきたと言うが、信子には覚えがない。しかし二年前の12月14日について信子にも記憶がなく、五人組も信子が転校してきたのは二年前だと首をひねる。純は五人組をモデルにして漫画を描くが、五人組が髭を剃るとヴィレッジ・シンガーズそっくりになって取り違えられる事件が起こる。それも純の漫画の中のことらしく、現実と幻想の境界は曖昧になる。信子は純に連れられて田舎へ行くが、そこは荒れ果てており、純のほうが記憶喪失だったらしい。

## 補足
「仮面ライダー」主演前の藤岡弘が出演するほか、松竹の怪獣ギララ、「ウルトラセブン」の登場怪獣ダリーの着ぐるみも登場する。

## キャスト
- 田代信子・・尾崎奈々
- 純・・・・・藤岡弘
- ヴィレッジ・シンガーズ
- 田代悦子・・早瀬久美
- デパートの店員・山本リンダ（友情出演）
- 巡査・・・・獅子てんや・瀬戸わんや
- 雑誌編集長・・柳沢真一
- 演出家・・・白木みのる
- 見合いの男・佐藤蛾次郎
- 田代さよ・・福田妙子
- ・・・・中村是好
- 亜紀・・・・香山美子
- 司会者・・・久里千春
- オックス（特別出演）

## スタッフ
- 製作　升本喜年
- 監督　斎藤耕一
- 脚本　斎藤耕一 広瀬襄
- 撮影　小辻昭三
- 音楽　北川祐
- 漫画　仲倉眉子
- 美術　宇野耕司
- 録音　平松時夫
- 調音　佐藤広文
- 照明　中川孝一
- 編集　浦岡敬一

## 映像ソフト
- 2007年10月26日より、松竹からDVDが発売されている。

## 同時上映
- 『結婚します』